# Craugastor chrysozetetes
Espèce
Synonymes
- Eleutherodactylus chrysozetetes McCranie, Savage & Wilson, 1989

Statut de conservation UICN

 CR  : 
En danger critique
Craugastor chrysozetetes est une espèce d'amphibiens de la famille des Craugastoridae.
Cette espèce est éteinte pour l'UICN car elle n'a pas été observée au cours des dix dernières années malgré de nombreuses recherches.

## Répartition
Cette espèce est endémique du département d'Atlántida au Honduras. Elle se rencontre de 880 à 1 130 m d'altitude sur le Cerro Búfalo dans la cordillère Nombre de Dios.

## Description
Les mâles mesurent jusqu'à 41,3 mm et les femelles jusqu'à 45,6 mm.

## Publication originale
- McCranie, Savage & Wilson, 1989 : Description of two new species of the Eleutherodactylus milesi group (Amphibia: Anura: Leptodactylidae) from northern Honduras. Proceedings of the Biological Society of Washington, vol. 102, no 2, p. 483-490.